# Wilhelm Schreiber (Politiker)
Wilhelm Friedrich August Schreiber (* 1. September 1896 in Gandersheim; † 14. Februar 1969 in Bad Gandersheim) war ein deutscher Politiker (SPD) und Mitglied des Ernannten Braunschweigischen Landtages.
Wilhelm Schreiber war von Beruf Maurer. Vom 21. Februar 1946 bis 21. November 1946 war er Mitglied des Ernannten Braunschweigischen Landtages.